# Nanorobot
Un nanorobot ou nanite est un robot dont les composants sont à une échelle nanométrique (10−9 mètre), fabriqué grâce aux nanotechnologies émergentes. Plus particulièrement, la nanorobotique fait référence au domaine d’ingénierie qui s'intéresse à la conception et à la construction des nanorobots, dont les dimensions varient entre 1 et 100 nanomètres et qui ont des composants moléculaires ou à base d'ADN.
En général de telles machines sont à l'étape de recherche, mais quelques appareils moléculaires ont été mis à l'épreuve. Un exemple est un détecteur ayant un interrupteur de 1,5 nm de largeur, capable de compter des molécules précises dans un échantillon chimique. Les nanorobots pourraient trouver leur première application utile dans la médecine, servant à repérer et anéantir des cellules cancéreuses. Une autre application possible serait de détecter des produits chimiques toxiques dans l'environnement et mesurer leur concentration. L'université Rice a créé une voiture à molécule unique avec des buckminsterfullerènes en guise de roues, produite par un processus chimique.
Une autre définition serait un robot capable d'interactions précises avec des objets microscopiques, ou capable d'effectuer des manipulations à l'échelle nanométrique. De tels appareils appartiennent plutôt à la microscopie ou microscopie à sonde locale. Par conséquent, même un grand appareil comme un microscope à force atomique peut être considéré comme un outil nanorobotique lorsqu'il est configuré pour effectuer des manipulations à l'échelle nanométrique. On peut également inclure dans cette catégorie de dispositifs des robots de grande taille et cependant capables de mouvements à l'échelle nanométrique.

## Théorie nanorobotique
Selon le physicien Richard Feynman, c'était son ancien étudiant de troisième cycle et collaborateur, Albert Hibbs, qui lui avait d'abord suggéré, aux environs de 1959, l'utilisation des machines menues (envisagées par Feynman) à des fins médicales. Hibbs suggéra que certaines machines réparatrices pourraient rapetisser jusqu'au point où il serait théoriquement possible (comme le dit Feynman) « d'avaler le médecin ». L'idée se trouva incorporée dans sa dissertation de 1959 titrée « Il y a plein de place au fond ».
Puisque ces robots seraient d'une taille microscopique, il en faudrait sans doute une grosse quantité en collaboration afin d'effectuer des tâches sur une échelle macroscopique.
Une discussion théorique approfondie, traitant des questions de conception (détection, alimentation, orientation, maniement, déplacement et calculs faits à bord) est présentée dans le contexte médical par Robert Freitas. Certaines discussions restent au niveau de l'irréalisable et n'approchent pas du niveau du génie spécifique.

## Applications
Des applications dans le domaine médical sont envisageables. Par exemple, le système animé par des fibres musculaires pourrait aider les patients dont les nerfs phréniques sont endommagés, ayant donc du mal à respirer, à utiliser leurs propres fibres cardiaques, en forçant leur diaphragme à se contracter. Placés dans le corps humain, ces bio-robots feraient fléchir un matériau piézoélectrique plutôt qu'un fil de silicium et l'émission de décharges de quelques millivolts stimulerait les nerfs phréniques et coniques.
Parmi les plus intéressantes applications hypothétiques des nanorobots, on dénote la construction de nanomachines hypercomplexes et multifonctionnelles qui permettraient la reconstruction de tissus vivants par une simple injection sous-cutanée. Ces nanorobots, assez petits pour entrer dans une cellule vivante, pourraient remplacer ou réparer les organites, modifier les acides nucléiques — donc le génome — ou effectuer d’autres tâches impossibles sans une microchirurgie invasive. On peut aussi s'imaginer que les nanorobots pourraient guérir les cancers, en détruisant les cellules qui dégénèrent.

## Formes et approches
- Biopuce[5]
- Machine nucléique
- À base de bactéries

## Exemple en œuvre
La revue britannique New Scientist, dans son numéro du 28 février 2004, a annoncé que le chercheur américain Carlos Montemagno et ses collègues de l'université de Californie à Los Angeles ont mis au point un nanorobot animé à partir d'un muscle cardiaque de rat. Cette « machine », constituée d'un fil de silicium en arc de voûte au-dessous duquel sont attachées les fibres cardiaques, n'est pas plus épaisse qu'un cheveu humain. Ce nanorobot a pu ramper à une vitesse de l'ordre de quarante micromètres par seconde grâce au glucose, source d'énergie du muscle. En pliant et dépliant la voûte, la contraction et le relâchement des fibres musculaires permettent ainsi le mouvement.

## Science-fiction
Les nanorobots sont un thème récurrent dans les univers de science-fiction. Les essaims de nanorobots, y compris les réplicateurs au cœur du brouillard utilitaire ou de la gelée grise, se dépeignent dans plusieurs œuvres de science-fiction telles que Star Trek, Stargate, Au-delà du réel ou Le Jour où la Terre s'arrêta (le remake de 2008, réalisé par Scott Derrickson), ou les romans La Proie, de Michael Crichton, La Reine de l'été, de Joan D. Vinge, Ventus, de Karl Schroeder ou encore Symposium Inc., d'Olivier Caruso.
Certains partisans de la robotique nanométrique, en réponse à l'émoi suscité par la supposition d'une gelée grise, soutiennent que des nanorobots capables de se répliquer en dehors d'une usine close ne constituent nullement un volet nécessaire de la technique, et que l'autoréplication, si elle est jamais mise au point, pourrait être dotée de sûretés. De plus, ils affirment que leurs plans actuels de développement et d'utilisation de la fabrication moléculaire ne comprennent pas de réplicateurs en liberté,,.